# Montividiu do Norte
Montividiu do Norte is een gemeente in de Braziliaanse deelstaat Goiás. De gemeente telt 4.702 inwoners (schatting 2009).